# Galliobatidae
Galliobatidae é uma família de centopéias pertencentes à ordem Julida.
Géneros:
- Galliobates Verhoeff, 1911